# スウィート・チャイルド
『スウィート・チャイルド』（Sweet Child）は、イギリスのフォークロック・バンド、ペンタングルが1968年に発表した2作目のアルバム。2枚組LPとして発売され、ディスク1には1968年6月29日のロイヤル・フェスティバル・ホール公演におけるライヴ録音、ディスク2には同年8月のスタジオ録音が収録された。

## 解説
「ハイチの戦いの歌」と「グッドバイ・ポーク・パイ・ハット」はチャールズ・ミンガスのカヴァーで、前者はダニー・トンプソンのベース・ソロ、後者はバート・ヤンシュとジョン・レンボーンのデュオという形で演奏されている。「時はきたりぬ」は、ヤンシュと交際していた女性フォーク歌手アン・ブリッグスの作品だが、初出はヤンシュとレンボーンのデュオ・アルバム『華麗なる出会い (Bert and John)』（1966年）で、作者ブリッグスのヴァージョンは1971年に発表された。スタジオ録音による「ホール・イン・ザ・コール」は、イワン・マッコールの「The Big Hewer」という曲を元にしたインストゥルメンタルである。
Matthew Greenwaldはオールミュージックにおいて5点満点中4.5点を付け「ペンタングルが独自の手法で英国フォーク、ジャズ、ケルト音楽、ブルース、そしてポップ・ミュージックを融合した多芸多才ぶりが披露されている」と評している。

## 収録曲
特記なき楽曲は、トラディショナル・ソングをメンバー5人がアレンジしたもの。

### ディスク1
1. マーケット・ソング - "Market Song" (Bert Jansch, John Renbourn, Danny Thompson, Terry Cox, Jacqui McShee) - 4:10
2. ノー・モア・マイ・ロード - "No More My Lord" - 4:09
3. ターン・ユア・マネー・グリーン - "Turn Your Money Green" (Furry Lewis) - 3:00
4. ハイチの戦いの歌 - "Haitian Fight Song" (Charles Mingus) - 4:05
5. ア・ウーマン・ライク・ユー - "A Woman Like You" (B. Jansch) - 4:17
6. グッドバイ・ポーク・パイ・ハット - "Goodbye Pork Pie Hat" (C. Mingus) - 3:48
7. 3つのダンス - "Three Dances" - 4:53
  - ブレンツェル・ゲイ - "Brentzel Gay" (Claude Gervais)
  - ラ・ロッタ - "La Rotta"
  - ジ・アール・オブ・ソールズベリー - "The Earle of Salisbury" (William Byrd)
8. 星をみつめて - "Watch the Stars" (Traditional / Arranged by J. Renbourn, J. McShee) - 3:29
9. 早春 - "So Early in the Spring" (Traditional / Arranged by J. McShee) - 3:34
10. ノー・エグジット - "No Exit" (B. Jansch, J. Renbourn) - 2:25
11. 時はきたりぬ - "The Time Has Come" (Anne Briggs) - 3:18
12. ブルートン・タウン - "Bruton Town" - 7:09

### 2010年リマスターCD (UICY-94641)ボーナス・トラック
1. ヒア・マイ・コール - "Hear My Call" (The Staple Singers)
2. レット・ノー・マン・スティール・ユア・タイム - "Let No Man Steal Your Thyme" (Traditional / arranged by Bert Jansch, Terry Cox, Jacqui McShee)
3. ベルズ - "Bells" (B. Jansch, J. Renbourn, D. Thompson, T. Cox, J. McShee)
4. トラヴェリング・ソング - "Travelling Song" (B. Jansch, J. Renbourn, D. Thompson, T. Cox, J. McShee)
5. ワルツ - "Waltz" (B. Jansch, J. Renbourn, D. Thompson, T. Cox, J. McShee)
6. ウェイ・ビハインド・ザ・サン - "Way Behind the Sun"
7. ジョン・ダン・ソング - "John Donne Song" (John Donne, J. Renbourn)

### ディスク2
1. スウィート・チャイルド - "Sweet Child" (B. Jansch, J. Renbourn, D. Thompson, T. Cox, J. McShee) - 5:16
2. アイ・ラヴド・ア・ラス - "I Loved a Lass" - 2:48
3. スリー・パート・シング - "Three Part Thing" (B. Jansch, J. Renbourn, D. Thompson) - 2:32
4. ソヴェイ - "Sovay" - 2:53
5. イン・タイム - "In Time" (B. Jansch, J. Renbourn, D. Thompson, T. Cox) - 5:11
6. 心の中に - "In Your Mind" (B. Jansch, J. Renbourn, D. Thompson, T. Cox, J. McShee) - 2:19
7. アイヴ・ガット・ア・フィーリング - "I've Got a Feeling" (B. Jansch, J. Renbourn, D. Thompson, T. Cox, J. McShee) - 4:30
8. 木々は高く茂れども - "The Trees They Do Grow High" - 3:51
9. ムーン・ドッグ - "Moon Dog" (T. Cox) - 2:44
10. ホール・イン・ザ・コール - "Hole in the Coal" (Ewan MacColl) - 5:22

### 2010年リマスターCD (UICY-94642)ボーナス・トラック
1. ハイチの戦いの歌（スタジオ・ヴァージョン） - "Haitian Fight Song (Studio Version)" (C. Mingus)
2. イン・タイム（オルタネイト・ヴァージョン） - "In Time (Alternate Version)" (B. Jansch, J. Renbourn, D. Thompson, T. Cox)
3. 木々は高く茂れども（オルタネイト・ヴァージョン） - "The Trees They Do Grow High (Alternate Version)"
4. ホール・イン・ザ・コール（オルタネイト・ヴァージョン） - "Hole in the Coal (Alternate Version)" (E. MacColl)

## 参加ミュージシャン
- ジャッキー・マクシー - ボーカル
- バート・ヤンシュ - ボーカル、アコースティック・ギター
- ジョン・レンボーン - ボーカル、アコースティック・ギター
- ダニー・トンプソン - ダブル・ベース
- テリー・コックス - ボーカル、ドラムス、グロッケンシュピール